# Poll blanc del presseguer
El poll blanc del presseguer (Pseudaulacaspis pentagona) és una espècie d'hemípter esternorrinc de la família Diaspididae, que pot arribar a ser plaga d'alguns fruiters com el kiwi i altres caducifolis com l'albercoquer, el presseguer, prunera, caqui, pomera i morera a més d'arbres ornamentals com els dels gèneres Catalpa, Ligustrum, Populus, Fraxinus, Ficus, Juglans i Salix. També s'ha trobat a la vinya i les falgueres.

## Descripció
Les femelles presenten un escut de forma circular o subcircular, de color blanc groguenc i 1,5-2,28 mm de diàmetre. El cos de la femella és oval o piriforme d'un mil·límtetre de longitud.

## Símptomes
Es presenta principalment en les parts llenyoses dels arbres on apareixen petites puntuacions per l'aparell xuclador de l'insecte. La planta atacada queda debilitada i pot quedar sense fulles. En els fruits es presenta una zona decolorada rosàcia que deprecia el producte.